# フランス外人部隊の人物一覧
フランス外人部隊の人物一覧は、フランス陸軍の部隊であるフランス外人部隊に所属した軍人（将校、下士官、兵卒）の人名一覧である。

## 将校
- アレクサンドル・フロリアン・ジョゼフ・コロンナ＝ヴァレフスキ - ナポレオン1世の庶子
- バオ・ロン（保隆） - ベトナム阮朝最後の皇帝バオ・ダイ（保大）の長男
- フランソワ・アシル・バゼーヌ - 二等兵から元帥へ異例の昇進を果たした人物。
- ルイ・ジェローム・ヴィクトル・エマニュエル・レオポルド・マリー・ボナパルト - ルイ・ナポレオン、ナポレオン6世として知られる。
- ジャン・ダンジュー - メキシコ出兵におけるカマロンの戦いで戦死。
- ジャン＝マリー・ル・ペン - 政治家、国民戦線党首。
- ルイ2世 - モナコ大公。
- マリー・エドム・パトリス・モーリス・ド・マクマオン -　フランス第三共和政第2代大統領。
- ピエール・メスメル - 後にフランス首相。
- アンリ・ロベール・フェルディナン・マリー・ルイ・フィリップ・ドルレアン - パリ伯アンリとして知られる。
- ペータル1世 - 後にセルビア王国国王となる。
- ジノーヴイー・アレクセーエヴィチ・ペシュコフ - スヴェルドロフの兄でゴーリキーの養子となった時に養父の本姓を名乗る。外国出身の一兵卒から将軍に昇進した数少ない人物。第二次大戦後最初の駐日フランス大使。

## 下士官および兵卒
- アールネ・ユーティライネン - フィンランド出身。軍人。「モロッコの恐怖」と呼ばれた。
- マックス・ドイッチュ - オーストリア出身。作曲家、指揮者。
- アラン・シーガー - アメリカ合衆国の詩人。米国の参戦前に第一次世界大戦の戦闘に加わり、戦死。
- フランソワ・ファベール - フランス出身、ルクセンブルク国籍。自転車競技選手。
- ジークフリート・フライターク - ドイツ出身。軍人。元ドイツ空軍のエース・パイロット（102機撃墜）。
- ジャン・ジュネ - フランス出身。作家。
- アンテ・ゴトヴィナ - ユーゴスラビア、クロアチア出身。軍人。
- エルンスト・ユンガー - ドイツ出身。作家、思想家。
- モイズ・キスリング - ポーランド出身。画家。
- アーサー・ケストラー - ハンガリー出身。ジャーナリスト、作家、政治活動家、哲学者。
- コール・ポーター - アメリカ合衆国出身。作曲家、作詞家。
- ウィリアム・A・ウェルマン - アメリカ合衆国出身。映画監督。
- パル・サルコジ - （画家）第6代フランス大統領ニコラ・サルコジの父。
- ママディ・ドゥンブヤ - ギニア出身。軍人。2021年ギニアクーデターを起こし、暫定大統領に就任。
- 毛利元貞 - 日本出身。軍事アドバイサー、作家。※兵役を全うせず脱走。
- 滋野清武 - 日本出身。第一次世界大戦における日本人唯一のエース・パイロット（撃墜数6）。